# Rocket Power
Rocket Power ist eine US-amerikanische Zeichentrickserie von Nickelodeon aus den Jahren 1999 bis 2004.

## Handlung
Die vier Kinder Otto und Reggie Rocket, Maurice „Twister“ Rodriguez und Sam „Spaddel“ Dullard surfen, skaten, spielen Streethockey und fahren BMX. Twister dreht meistens Videos, oft von Otto beim Surfen/Skaten/Boarden etc. Der Vater von Otto und Reggie, Ray, besitzt zusammen mit seinem Kumpel Tito ein Café namens Shore Shack. Zusammen erleben sie viele Abenteuer.

## Produktion und Veröffentlichung
Die Serie wurde von 1999 bis 2004 von Nickelodeon und dem Studio Klasky Csupo produziert, das Konzept wurde von Gabor Csupo
und Arlene Klasky entwickelt. Die Musik der Serie stammt von David Eccles und Mark Mothersbaugh, Regie führten unter anderem Dave Fontana, Jeff Scott und Rick Bugental. 
Nickelodeon strahlte die Serie vom 16. August 1999 bis zum 30. Juli 2004 in den USA aus, bei Hasbro erschienen die Folgen auf VHS. YTV sendete die Serie in Kanada, sie wurde unter anderem auch ins Spanische und Französische übersetzt. Die deutsche Erstausstrahlung begann am 18. Oktober 2002 beim KiKA. Später wurde Rocket Power auch bei Nick gezeigt. Im Rahmen eines Klassik-Cartoon-Wochenende strahlte Nickelodeon am 7. und 8. Juli 2012 Rocket Power aus.

## Synchronisation
| Rolle                       | Englischer Sprecher | Deutscher Sprecher |
| --------------------------- | ------------------- | ------------------ |
| Otto Rocket                 | Joseph Ashton       | Jesse Grimm        |
| Reggie Rocket               | Shayna Fox          | Kaya Marie Möller  |
| Sam Dullard                 | Gary LeRoi Gray     | Marc Robinson      |
| Maurice „Twister“ Rodriguez | Ulises Cuadra       | Ivo Möller         |